# Blanka II av Navarra

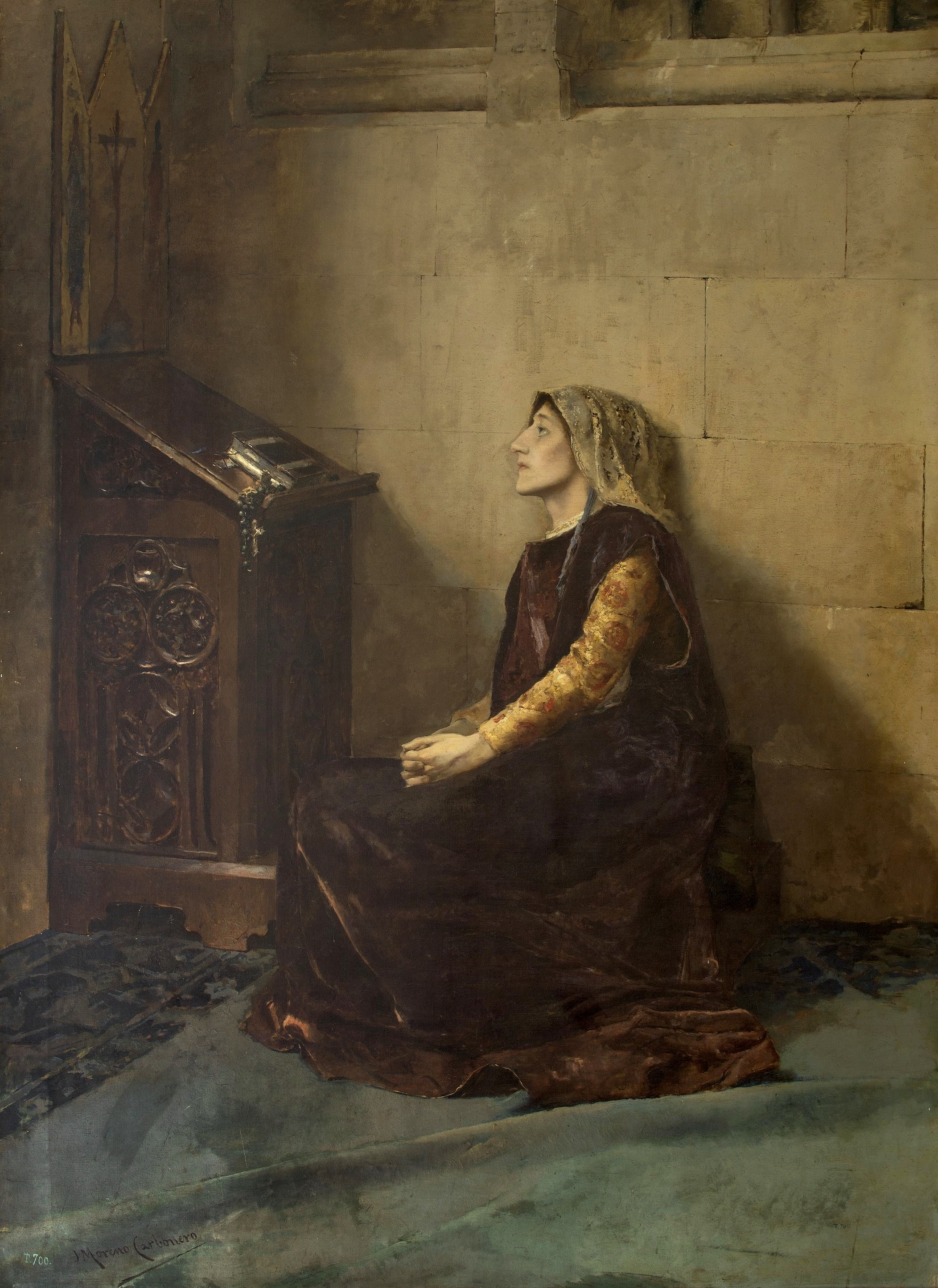
Blanka som sin fars fånge i borgen Olite. Målning av historiemålaren José Moreno Carbonero (1860–1942) i Museo do Prado.

Blanka II av Navarra, född 1420, död 1464, var en titulärmonark, regerande drottning, av Navarra 1461-1464, och kronprinsessa av Kastilien som gift med den framtida Henrik IV av Kastilien.
Blanka var dotter till Blanka I av Navarra och Johan II av Aragonien. Hon blev gift med prins Henrik år 1440. Äktenskapet fullbordades aldrig, och Henrik ansökte 1453 om en annullering. Efter en gynekologisk undersökning av Blanka, där hon förklarades vara oskuld, förklarades äktenskapet ogiltigt av påven med motiveringen att trolldom hade hindrat Henrik att fullborda det. Blanka sändes sedan tillbaka hem. 
Vid hennes barnlöse bror Karl av Vianas död 1461 förklarades Blanka vara sin brors efterträdare som Navarras lagliga monark efter deras mor. Fadern hade dock ockuperat Navarra sedan moderns död och höll Blanka fängslad och oförmögen att regera. Hon var därför aldrig monark i verkligheten men är ändå känd som Blanka II. Hon förgiftades i fängelset 1464, och då hon var barnlös övergick hennes rättigheter till hennes syster Eleonora av Navarra.